# Ли (округ, Иллинойс)
Ли (англ. Lee County) — округ в штате Иллинойс, США. Официально образован 27 февраля 1839 года. По состоянию на 2010 год, численность населения составляла 36 031 человек.

## География
По данным Бюро переписи США, общая площадь округа равняется 1 888,112 км2, из которых 1 877,752 км2 — суша, и 10,619 км2, или 0,600 % — это водоёмы.

## Население
По данным переписи населения 2000 года в округе проживает 36 062 жителя в составе 13 253 домашних хозяйств и 9144 семей. Плотность населения составляет 19,00 человек на км2. На территории округа насчитывается 14 310 жилых строений, при плотности застройки около 8,00-ти строений на км2. Расовый состав населения: белые — 92,68 %, афроамериканцы — 4,91 %, коренные американцы (индейцы) — 0,11 %, азиаты — 0,56 %, гавайцы — 0,02 %, представители других рас — 0,77 %, представители двух или более рас — 0,94 %. Испаноязычные составляли 3,18 % населения независимо от расы.
В составе 32,20 % из общего числа домашних хозяйств проживают дети в возрасте до 18 лет, 55,90 % домашних хозяйств представляют собой супружеские пары, проживающие вместе, 9,30 % домашних хозяйств представляют собой одиноких женщин без супруга, 31,00 % домашних хозяйств не имеют отношения к семьям, 26,50 % домашних хозяйств состоят из одного человека, 12,10 % домашних хозяйств состоят из престарелых (65 лет и старше), проживающих в одиночестве. Средний размер домашнего хозяйства составляет 2,49 человека, и средний размер семьи — 3,01 человека.
Возрастной состав округа: 24,20 % — моложе 18 лет, 7,80 % — от 18 до 24, 30,30 % — от 25 до 44, 23,10 % — от 45 до 64, и 23,10 % — от 65 и старше. Средний возраст жителя округа — 38 лет. На каждые 100 женщин приходится 105,20 мужчин. На каждые 100 женщин старше 18 лет приходится 104,80 мужчин.
Средний доход на домохозяйство в округе составлял 40 967 USD, на семью — 48 730 USD. Среднестатистический заработок мужчины был 35 754 USD против 22 305 USD для женщины. Доход на душу населения составлял 18 650 USD. Около 4,90 % семей и 7,70 % общего населения находились ниже черты бедности, в том числе — 8,40 % молодежи (тех, кому ещё не исполнилось 18 лет) и 8,90 % тех, кому было уже больше 65 лет.